# Gentile da Fabriano

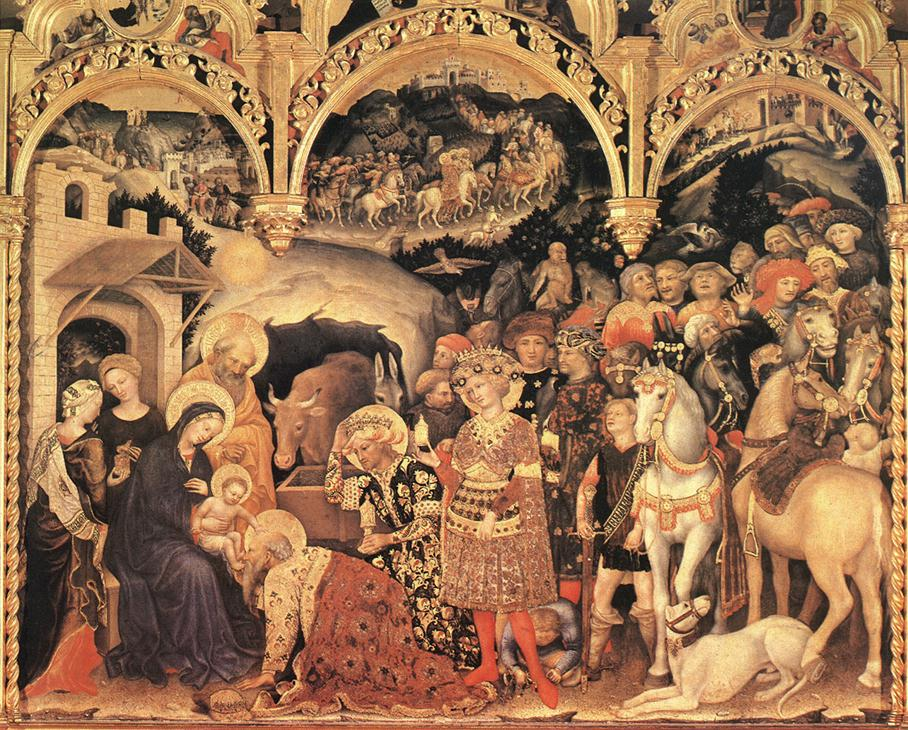
Gentile da Fabriano - "Konungarnas tillbedjan" (1423). Galleria degli Uffizi, Florens.

Gentile da Fabriano, eg. Gentile di Niccolò di Giovanni Massi, född ca 1370 i Fabriano, Marche, död 1427 i Rom, var en italiensk målare under den italienska sengotiken.
Gentile da Fabriano var verksam bland annat i Florens, Venedig, Orvieto och Rom. Han äv en av övergångsmästarna mellan medeltid och renässans. Gentile da Fabriano utgick från sin umbriska hemtrakts gotik och bibehöll alltid något av skolans dekorativa stil. Hans gestalter präglas av en överjordisk mildhet, men samtidigt är han noggrann med ge detaljerna naturtrogenhet och återger med finhet ljusspelat och var en fulländad stoffmålare.
Gentiles mästerverk är Konungarnas tillbedjan i Florens, ett verk i den internationella gotikens anda.